# Türml
Das Türml (2844 m ü. A.) ist ein Berggipfel des Dorferkamms in der Venedigergruppe in Osttirol (Österreich). Er liegt im Norden des Gemeindegebiets von Prägraten am Großvenediger. Benachbarte Gipfel sind der Kleine Geiger im Westen, der Südliche Happ und der Große Happ im Norden und der Niklaskopf im Süden.

## Lage

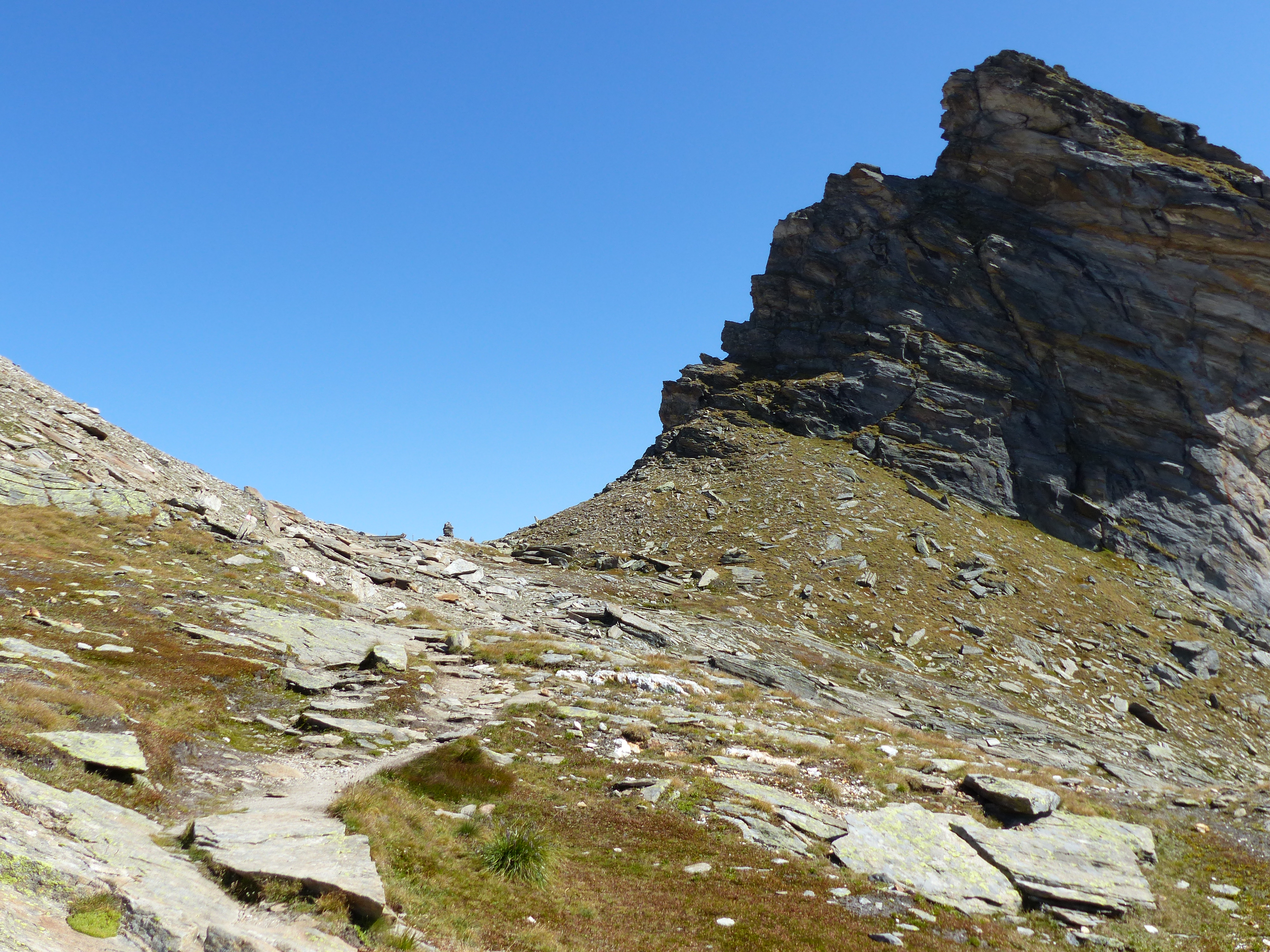
Türmljoch mit Türml von Westen

Das Türml erhebt sich als kleines Felsgebilde südlich des Türmljochs. Es liegt im nördlichen Teil des Dorferkamms knapp außerhalb des Nationalparks Hohe Tauern, dessen Grenze beim Türmljoch beginnt. Westlich befindet sich der Talkessel des Stredacher Winkl mit dem Maurerbach, östlich fließt der Dorfer Bach. Westlich des Türmls befindet sich der Kleine Geiger (2815 m ü. A.), südlich der Niklaskopf (2791 m ü. A.), der ebenfalls vom Türmljoch zu erreichen ist. Im Norden liegt zudem der Doppelgipfel des Südlichen Happ (3304 m ü. A.) und des Großen Happ (3352 m ü. A.), etwas abseits im Nordosten zudem der Kleine Happ (2852 m ü. A.). Dieser Weg wurde erstmals am 19. Mai 1967 von K. Hoi und W. Almberger genommen.

## Aufstiegsmöglichkeiten
Der Aufstieg zum Türml erfolgt über das Türmljoch, wobei der Anstieg vom Joch aus unter der Ostseite des Felsaufbaus nach links zu einer südlich gelegenen Scharte führt. Von hier aus wird die Westflanke möglichst weit südlich zum Gipfel erklommen, wobei der Weg über steile Schrofen führt. Der Aufstieg vom Türmljoch erfordert lediglich 20 Minuten (II). Des Weiteren kann der Anstieg auch über die Nordkante erfolgen, wobei hier jedoch rund eine Stunde eingeplant werden muss (IV).